# خرگوشک‌های اروپایی
خرگوشک‌های اروپایی (نام علمی: Oryctolagus) یک سرده از خرگوش‌سانان است که امروزه شامل خرگوشک اروپایی و نسل آن، خرگوشک اهلی و همچنین چندین گونه فسیلی است.
نام عمومی از واژهٔ یونانی باستان: ὀρυκτός گرفته شده است (oryktos به معنی “کندن”) و λαγώς (lagōsبه معنی "خرگوش").